# 伍中豪
伍中豪（1905年—1930年10月），曾用名伍昭茀，湖南耒阳人，中国工农红军早期高级将领。

## 生平

### 早年经历
1920年毕业于衡阳岳云中学，后考入北京大学文学院。1922年冬回到衡阳，与刘泰等人筹建社会主义青年团地方组织。1923年冬，转入中国共产党。1924年春，同陈芬等组建了中共耒阳支部，伍中豪任第三支部书记。1925年4月，任中共耒阳地方执行委员会宣传委员。1925年5月，伍中豪入黄埔军校第四期，毕业后在广州农民运动讲习所任军事考官，后改任国民革命军第四军12师连长。1926年7月，参加北伐战争，此后返回湖南，任耒阳县团防局长、农军独立团团长。马日事变后，转入武汉，任国民政府警卫团第十连连长。

### 第一次国共内战时期
1927年9月，伍中豪参加秋收起义，任工农革命军第一师第三团副团长兼三营营长，后随毛泽东前往井冈山。10月，部队被国军打散，伍中豪与张子清率一部到达崇义一带与朱德会合，后又返回井冈山。1928年2月，率部进攻宁冈，取得胜利。1928年4月，井冈山会师后，伍中豪任三十一团三营营长，参加了黄洋界保卫战。1929年1月4日，红四军前敌委员会在宁冈白露召开会议，决定红四军二十八团、三十一团突围向外发展，以牵制敌人。伍中豪力主向赣南发展，获毛泽东认可，随后担任团长。
1929年3月，任红四军第三纵队司令，在长汀击溃郭凤鸣旅。5月，伍中豪率第三纵队再次进入闽西，先后三次攻克龙岩，全歼陈国辉旅2000多人，发动龙岩地区七县农民起义，建立苏维埃政权。1930年6月中旬，第三纵队扩编为红十二军，伍中豪任军长。8月，任红二十军军长、前敌委员。1930年9月，参加攻打吉安的作战。1930年10月初，伍中豪到赣西南各县去摧给红军独立团集中，途经安福县城，突遭靖卫团袭击，伍中豪突围中弹尽援绝，被靖卫团罗汉苟杀害。彭德怀调红12军5000官兵报复，活捉罗汉苟并亲自监斩，红12军政委谭震林亲自操刀将其斩首。。